# 51.º Regimiento de Instrucción Aérea
El 51º Regimiento de Instrucción Aérea (51. Flieger-Ausbildungs-Regiment) fue una unidad militar de la Luftwaffe de la Alemania nazi.

## Historia
Formada el 1 de abril de 1939 en Weimar-Nohra desde el 51.º Batallón de Reemplazo Aéreo con:
- Stab.
- I Batallón de Instrucción desde el 51.º Batallón de Reemplazo Aéreo.
- Escuela Elemental de Vuelo (Escuela/51.er Regimiento de Instrucción Aérea) desde la Escuela Mixta Experimental Superior Weimar-Nohra.

El II Batallón de Instrucción fue formada en 1940, mientras la Escuela/51.er Regimiento de Instrucción Aérea deja el regimiento el 1 de octubre de 1941 y se convirtió en 51.º Escuela Mixta Experimental Superior. Trasladado a Heiligenbeil en enero de 1940 y en Amberes en abril de 1941. El 16 de agosto de 1942 es redesignado como el 51.º Regimiento Aéreo.

## Orden de Batalla
- 1939 – 1940: Stab, I. (1-5), 6., 7., Escuela.
- 1941 – 1942: Stab, I. (1-5), 7., II. (8-12).